# Badmintonmeisterschaft der Cookinseln 2023
Die Badmintonmeisterschaft der Cookinseln 2023 fand vom 27. bis zum 30. November 2023 in Avarua auf Rarotonga statt.

## Medaillengewinner
| Disziplin    | Gold                        | Silber                        | Bronze                               |
| ------------ | --------------------------- | ----------------------------- | ------------------------------------ |
| Herreneinzel | Emanuela Mataio             | Eric Gamez                    | Brendan Lee                          |
| Herreneinzel | Emanuela Mataio             | Eric Gamez                    | Daniel Akavi                         |
| Dameneinzel  | Te Pa Tupa                  | Tereapii Akavi                | Edon Teraitua                        |
| Dameneinzel  | Te Pa Tupa                  | Tereapii Akavi                | Eleanor Wichman                      |
| Herrendoppel | Eric Gamez Danny Simpson    | Johnjones Eliu David Piakura  | Daniel Akavi Emanuela Mataio         |
| Herrendoppel | Eric Gamez Danny Simpson    | Johnjones Eliu David Piakura  | Brendan Lee Tahitoa Webb             |
| Damendoppel  | Tereapii Akavi Te Pa Tupa   | Edon Teraitua Eleanor Wichman | Lana Aperau-Toa Vaitea Crocombe-Ama  |
| Damendoppel  | Tereapii Akavi Te Pa Tupa   | Edon Teraitua Eleanor Wichman | Kathleen Bond Stefi Soli             |
| Mixed        | Daniel Akavi Tereapii Akavi | Emanuela Mataio Te Pa Tupa    | Brendan Lee Edon Teraitua            |
| Mixed        | Daniel Akavi Tereapii Akavi | Emanuela Mataio Te Pa Tupa    | Haize Gamez Arihoia Sprague-Marsters |